# Aci Catena
Aci Catena ist eine Stadt und Gemeinde in der Metropolitanstadt Catania in der Autonomen Region Sizilien in Italien mit 27.740 Einwohnern (Stand 31. Dezember 2023).

## Lage und Daten
Aci Catena liegt 12 km nordöstlich von Catania knapp 3 km von der Küste des Mittelmeeres entfernt. Die Einwohner arbeiten hauptsächlich in der Landwirtschaft oder in der Industrie in Catania.
Zu den Ortsteilen gehören unter anderem Aci San Filippo sowie das Wohngebiet Monte Vampolieri, das aber geografisch eher zur Nachbargemeinde Aci Castello gehört. Von dort hat man einen guten Ausblick auf die drei vorgelagerten Lavafelsen der sizilianischen Zyklopeninseln. Einer Legende nach sind dies die Felsen, die der Sage nach vom Zyklopen Polyphem ins Meer geschleudert wurden, als er versuchte, das Schiff des fliehenden Odysseus zu versenken, nachdem dieser ihn geblendet hatte.
Die Nachbargemeinden sind Aci Castello, Aci Sant’Antonio, Acireale und Valverde.

## Geschichte
Das Dorf Aci Catena entwickelte sich im Umfeld des Palastes der Familie Riggio. Nach dem Erdbeben 1693 wuchs die Stadt durch Zuwanderung von Menschen, deren Städte zerstört wurden. Der Name der Gemeinde war bis 1826 Scarpi.

## Bauwerke
- Palast Riggio
- Kirche San Giuseppe aus dem 18. Jahrhundert
- Pfarrkirche Madonna della Catena, nach dem Erdbeben 1693 wieder aufgebaut
- Kirche Sant’ Antonio di Padova aus dem 17. Jahrhundert
- Kirche Santa Lucia mit einer schönen Freitreppe

## Städtepartnerschaften
- Ceuta, Spanien
- Catenanuova, Italien
- Campofiorito, Italien